# هيئة الإذاعة الإندونيسية
هيئة الإذاعة الإندونيسية (بالإندونيسية: Komisi Penyiaran Indonesia) هي وكالة بث مستقلة في إندونيسيا تعمل كهيئة منظمة لشركات البث في إندونيسيا. تم إنشاء الهيئة في عام 2002 بناءً على قانون البث رقم 32 لعام 2002. وتتكون هيئة الإذاعة من مؤسسات هيئة الإذاعة الإندونيسية المركزية وهيئة الإذاعة الإندونيسية الإقليمية التي تعمل على مستوى المقاطعات.

## تشكيل الهيئة
قانون البث رقم 32 لعام 2002 هو الأساس الرئيسي لإنشاء هيئة الإذاعة الإندونيسية. يدار نظام البث من قبل هيئة مستقلة خالية من تدخل الممولين أو مصالح السلطة التي هي الحكومة. بالمقارنة مع قانون البث الإندونيسي 24 لعام 1997، القسم 7 الذي ينص على أن "البث يهيمن عليه هيكل الدولة والعمليات التي تقوم بها الحكومة"، مما يشير إلى أن وكالة البث كانت خاضعة لحكومة إندونيسيا.
وضعت عملية الدمقرطة في إندونيسيا الجمهور كمالك وتتحكم في نهاية المطاف في مجال البث. لأن الترددات ملكية عامة ومحدودة في طبيعتها، فيجب أن يكون استخدامها لمصلحة عامة أكبر. تعني المصلحة العامة الأكبر أن خدمات البث الإعلامي يجب أن تؤدي وظيفة معلومات الصحة العامة. تتكون المعلومات من مجموعة متنوعة من الأشكال، تتراوح بين الأخبار والترفيه والعلوم وما إلى ذلك. إن أساس الوظيفة الصحية لخدمات المعلومات على النحو المنصوص عليه في قانون البث رقم 32 لعام 2002 لتنوع المحتوى وهو مبدأ تنوع المحتوى، وتنوع الملكية التي تمثل مبادئ تنوع الملكية.